# 果向浩平
果向 浩平（はなお こうへい）は、日本の漫画家。

## 人物
21歳の時に「天使のつかい」で『週刊少年サンデー』（小学館）の月例賞であるまんがカレッジに入選。圧倒的なデッサン力と表現豊かな構成力が見事で編集部満場一致の入選と称賛された。

## 受賞歴
- 天使のつかい（まんがカレッジ 2006年9・10月期 入選）
- Son of V（小学館新人コミック大賞 第60回（2007年前期） 少年部門 佳作）

## 作品リスト

### 連載
- 青血のハグルマ（クラブサンデー2010年4月23日 - 2012年8月10日） - 単行本全6巻。

### 読切
- 天使のつかい（週刊少年サンデー超2007年3月25日号）
- シュガーレス（週刊少年サンデー超2008年3月25日号）
- サイコメッサー（週刊少年サンデー超2008年9月24日号）
- ニワトリ帚星（週刊少年サンデー超2009年5月号）※クラブサンデー2009年7月28日より配信